# Ben LeClair
Ben LeClair (* 1977 in Scituate) ist ein US-amerikanischer Filmproduzent.

## Karriere
LeClair wuchs in Scituate in Massachusetts auf. Seine Mutter arbeitete bei einem Fernsehanbieter, weshalb er alle Fernsehsender schauen konnte. Die Industrie begann ihn zu interessieren, als in der Gegend Die Hexen von Eastwick gedreht wurden. Er besuchte eine öffentliche Schule und machte 1995 seinen Abschluss an der Scituate High School.
Sein Einstieg in die Filmbranche geschah 2002 mit dem Film The Hours – Von Ewigkeit zu Ewigkeit von Stephen Daldry. Danach arbeitete er noch an zwei weiteren Filmen als Assistent, bis er 2007 mit Year of the Dog von Regisseur Mike White als Produzent einstieg. Nach der Produktion von Gentlemen Broncos und Upstream Color wurde er 2013 für letzteren mit dem Gotham Award für den Besten Film nominiert. In einem Interview sagte LeClair, dass diese Anfangszeit mit kleineren Budget schwer für ihn gewesen sei. Nachdem er 2015 Some Beats produziert hatte, war er 2018 für die Komödie The Lovers für den Piaget Producers Award nominiert.
Seit 2019 arbeitete er bei T-Street Productions, das von Rian Johnson und Ram Bergman gegründet wurde. Priorität hätten dort risikoreichere Stoffe. Ab 2020 arbeitete er an der Produktion von Fair Play mit Regisseurin Chloe Domont. Durch die COVID-19-Pandemie musst er die Produktion in Serbien statt New York City organisieren. Im Jahr 2023 arbeitete er an Amerikanische Fiktion, für den er auf der Suche nach Drehorten zurück in seine Heimat Scituate kam. Schließlich wurde ein Strandhaus gewählt, in dem seine ehemalige Kunstlehrerin wohnt. Außerdem fertigte sein Vater die Hochzeitslaube für die Heiratsszene. Nach LeClair sei der Film trotz seines politischen Inhalts vor allem zur Unterhaltung gedacht gewesen. Außerdem lobte er im Interview mit The Hollywood Reporter Regisseur Cord Jefferson und Hauptdarsteller Jeffrey Wright, die den Film erst möglich gemacht hätten. Außerdem sei er vom Rummel um den Film überrascht worden, da er sonst eher kleinere Filme produziere. Schließlich wurde der Film bei den Oscars in der Kategorie Bester Film nominiert; zusammen mit LeClair wurden der Regisseur Cord Jefferson und die beiden Produzenten Jermaine Johnson und Nikos Karamigios benannt. Im Jahr 2024 produzierte er den Jugendfilm Snack Shack, den er als Nostalgietrip ins Nebraska der 1990er Jahre bezeichnete.
Seit 2001 ist er mit seiner Kindheitsfreundin Leslie LeClair verheiratet, mit der er zwei Söhne hat. Die Familie lebt in Los Angeles.

## Filmografie (Auswahl)
- 2007: Year of the Dog
- 2009: Gentlemen Broncos
- 2013: Upstream Color
- 2013: The English Teacher
- 2015: Some Beats
- 2017: The Lovers
- 2017: Woodshock
- 2023: Fair Play
- 2023: Amerikanische Fiktion (American Fiction)
- 2024: Snack Shack

## Auszeichnungen
- 2013: Gotham-Award-Nominierung in der Kategorie Bester Film für Upstream Color
- 2018: Piaget-Producers-Award-Nominierung bei Independent Spirit Awards für The Lovers
- 2024: Black Reel Award in der Kategorie Bester Film für American Fiction
- 2024: AACTA-International-Award-Nominierung in der Kategorie Bester Film für American Fiction
- 2024: PGA-Award-Nominierung für American Fiction
- 2024: Independent-Spirit-Award-Nominierung in der Kategorie Bester Film für American Fiction
- 2024: Oscar-Nominierung in der Kategorie Bester Film für American Fiction